# Blot en drengestreg (film)
Blot en drengestreg er en dansk animationsfilm fra 2015 instrueret af Jannik Hastrup.
Filmen er en filmatisering af Villy Sørensens novelle af samme navn.

## Handling
To drenge hører deres forældre fortælle om en onkel, som pga. blodforgiftning får amputeret et ben. De er meget fascineret af tanken om disse små baciller, så da de en dag møder en mindre dreng, som slår foden, er de straks klar til at hjælpe ham, så hans ben ikke bliver inficeret. De tager ham med hjem for at save hans ben af, men det går ikke helt så let som forventet.